# Through Her Eyes
Through Her Eyes – singel progresywnometalowego zespołu Dream Theater, wydany w 2000 roku.
Singel zawiera dwie wersje utworu "Through Her Eyes" z płyty Metropolis Pt. 2: Scenes from a Memory – radiową i mix z wydanego w 2003 roku bootlega The Making of Scenes from a Memory. Pozostałe utwory znajdujące się na singlu to koncertowa wersja "Home" i "When Images and Words Unite" – składanka "Pull Me Under", "Under a Glass Moon", "A Fortune in Lies", "Only a Matter of Time" oraz "Take the Time". Oba utwory nagrane 12 listopada 1999 roku podczas koncertu w Brukseli w hali koncertowej Ancienne Belgique.

## Lista utworów
1. "Through Her Eyes (radio edit)" – 4:24
2. "Through Her Eyes (alternate album mix)" – 6:01
3. "Home (live)" – 14:15
4. "When Images and Words Unite (live)" – 15:53
  1. "Pull Me Under"
  2. "Under a Glass Moon"
  3. "A Fortune In Lies"
  4. "Only a Matter of Time"
  5. "Take the Time"

## Wydania
- Japońskie wydanie tego singla zawiera dodatkowo radiową wersję "Home" (5:38).